# Boberský potok
Boberský potok je jedním z přítoků říčky Svitavka v okrese Česká Lípa. Pramení v Lužických horách, je dlouhý 12,5 km a byl nazýván různými jmény. 

## Popis toku
Potok pramení v Lužických horách poblíž samoty Nová Huť nedaleko obce Svor ve výšce 556 m n. m. Poté protéká Rousínovem, Martinovým údolím a Cvikovem. Do Svitavky se vlévá zprava v obci Lindava ve výšce 305 m n. m., již mimo CHKO Lužické hory.  Svitavka je přítokem Ploučnice, patří tento potok do jejího povodí a Labe. Délka toku je udávána 12,5 km a je označován Českým rybářským svazem jako pstruhová voda a je součástí rybářského revíru Svitava 3, která patří místní organizaci rybářů v Cvikově. Na horním úseku od Rousínova k pramenům je rybolov zakázán. Pro povodí tohoto území byla zpracována v listopadu 2009 mapa Záplavová území Boberský potok a Pšovka, přístupná na webových stránkách Libereckého kraje. Plocha povodí je 32,8 km2.

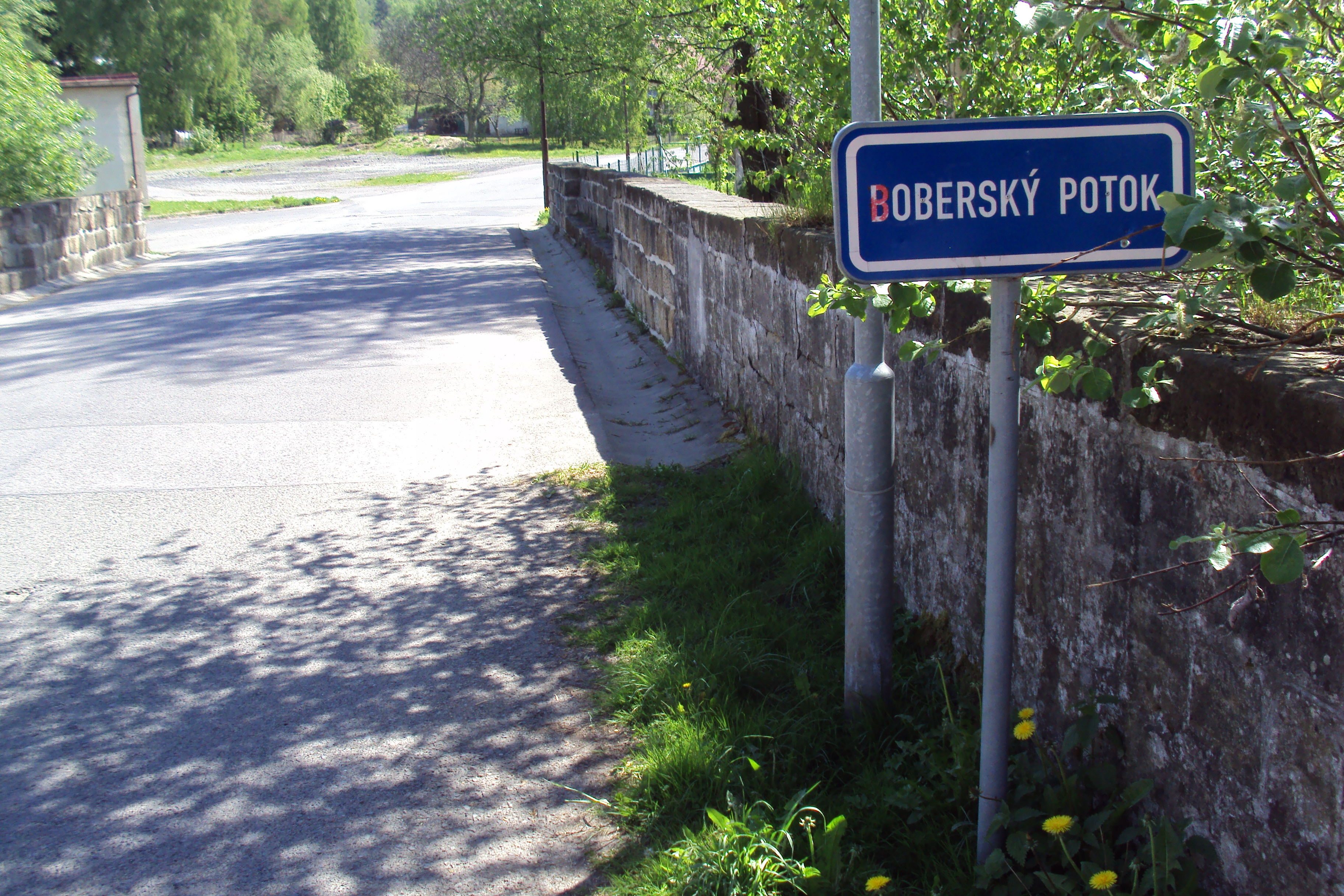
Označení potoka na mostě ve Cvikově

## Různá jména
V některých mapách a průvodcích je tento potok pojmenován jako Bobrava, Rousínovský potok a Bobří potok, v žádném případě se nejedná o stejnojmenný potok protékající Bobří soutěskou také v okrese Česká Lípa. Jako Rousínovský je pojmenován někdy jeden z desítek potůčků, z nichž Boberský potok u Rousínova vzniká.

## Turistická dostupnost
Údolím, kterým potok protéká, prochází zeleně značená turistická trasa pro pěší z Nové Hutě do Cvikova. Samotný potok není vodácky splavný a Svitavka je splavná za vyššího stavu vody až po soutoku Svitavky s Boberským potokem v Lindavě.